# Eriosema tessmannii
Eriosema tessmannii là một loài thực vật có hoa trong họ Đậu. Loài này được Baker f. & Haydon miêu tả khoa học đầu tiên.